# Mattias Alexander von Ungern-Sternberg

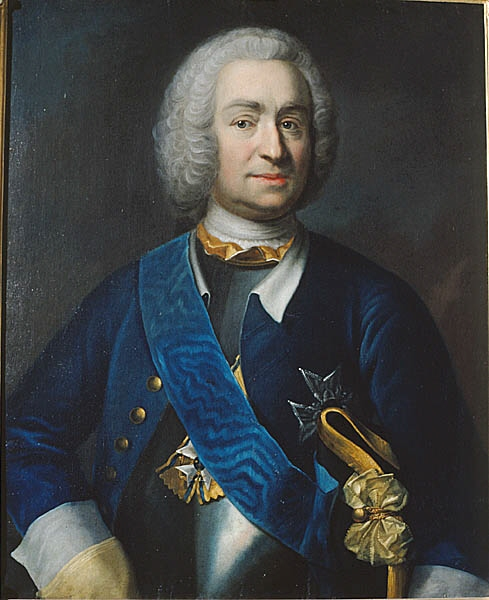
Mattias Alexander von Ungern-Sternberg, Porträt von Johan Henrik Scheffel (1760)

Mathias Alexander Freiherr von Ungern-Sternberg (schwedisch Mattias Alexander friherre Ungern-Sternberg; * 3. Märzjul. / 13. März 1689greg.  in Stockholm; † 2. Januar 1763) war ein schwedischer Feldmarschall und Landmarschall.

## Leben

### Herkunft und Familie
Mattias Alexander gehörte zur Familie der Barone von Ungern-Sternberg. Seine Eltern waren der schwedische Generalleutnant Nils Alexander von Ungern-Sternberg (1654–1721) und dessen Frau Christina Beatrix, geborene Palbitzki (1661–1696). Damit waren mütterlicherseits der schwedische Diplomat Matthias Palbitzki (1623–1677) sein Großvater und der schwedische Generalleutnant Erik Carlsson Sjöblad (1647–1725) sein Onkel. Er vermählte sich 1722 mit Beata Sophia, geborene Gräfin Mörner af Morlanda (1690–1773), einer Tochter von Feldmarschall Carl Mörner af Morlanda (1658–1721). Aus seiner Ehe gingen sechs Kinder hervor. Seine Linie ist 1826 in Schweden erloschen.

### Werdegang
Ungern-Sternberg trat 1704 als Freiwilliger in die schwedische Armee ein und stand 1705 im Dienst der Admiralität. Er nahm dann vorerst seinen Abschied, um erst auf französischer, dann 1707 auf niederländischer Seite im Spanischen Erbfolgekrieg zu kämpfen. Hier nahm er an der Schlacht bei Oudenaarde und der bei Malplaquet teil, wo er 1709 in Gefangenschaft geriet. Zurück in schwedischen Diensten, nahm er am Großen Nordischen Krieg teil und konnte sich 1710 in der Schlacht bei Helsingborg als Führer einer Kompanie Dragoner auszeichnen. Als Kapitän der Leib-Dragoner wurde er 1712 Adjutant von Feldmarschall Carl Mörner af Morlanda (1658–1721) in den Feldzügen gegen Norwegen. 1719 avancierte er zum Major und wechselte 1728 zum Leib-Regiment zu Pferde. Hier stieg er 1731 zum Oberstleutnant auf und nahm 1741 am Russisch-Schwedischen Krieg teil. Er wurde 1742 zum Landmarschall bestellt und blieb es bis 1743, konnte diese Stellung aber auch in der Folgelegislatur 1746 bis 1747 besetzen. Hier führte er die Mössparti an. Bereits 1743 erhielt er seine Beförderung zum Oberst und wurde 1745 Kommandeur des Leib-Regiments. 1747 stieg er zum Generalleutnant der Kavallerie und 1751 zum General der Kavallerie auf. Er hat 1748 den Seraphinenorden erhalten. Schließlich wurde er 1753 zum Feldmarschall ernannt. Während des Siebenjährigen Krieges war er Oberbefehlshaber der 16.000 schwedischen Truppen in Pommern und wurde nach dem Frieden von Hamburg 1762 Generalinspekteur des Heeres. Er zog sich dann auf sein Landgut Äs in Södermanland zurück, wo er verstarb. Ungern-Sternberg wurde in der Julita-Kirche ebd. begraben.